# Majere
Majere (do roku 1948 Vyšné Šváby) jsou obec na Slovensku v okrese Kežmarok. V roce 2016 zde žilo 109 obyvatel. První písemná zmínka o obci pochází z roku 1431.